# خدمتکار (فیلم ۲۰۲۵)
خدمتکار (به انگلیسی: The Housemaid) یک فیلم دلهره‌آور آمریکایی در حال ساخت به کارگردانی پال فیگ با بازی سیدنی سوئینی، آماندا سایفرد، براندون اسکلنار و میکله مورونه است. فیلم‌نامه این فیلم توسط ربکا سوننشاین بر اساس رمانی به همین نام اثر فریدا مکفادین به رشته تحریر درآمده است.

## ساخت
تصویربرداری اصلی در ۳ ژانویه ۲۰۲۵ در نیوجرسی آغاز شد و انتظار می‌رود در ۱۴ فوریه به پایان برسد.

## انتشار
در حال حاضر قرار است فیلم در ۲۵ دسامبر ۲۰۲۵ در ایالات متحده اکران شود.